# Esperantologia
Esperantologia – dyscyplina naukowa i kierunek studiów filologicznych, zajmujące się językiem esperanto, obejmujące językoznawstwo i literaturoznawstwo. 

## Esperantologia jako dyscyplina naukowa
We współczesnych badaniach językoznawczych dominuje przekonanie, że do każdego języka należy podchodzić bez uprzedzeń, niezależnie od jego pochodzenia i jego zasięgu geograficznego. Zakres i intensywność badań esperantologicznych w skali międzynarodowej ciągle wzrasta. Tematyce esperantologicznej poświęcone są m.in. czasopisma Language Problems and Language Planning oraz Esperantologio/Esperanto Studies. Esperantologia jest nie tylko synchroniczną, ale też diachroniczną dziedziną badań językoznawczych, gdyż język esperanto ulega ewolucji. W fazie początkowej znajdują się badania nad uniwersaliami semantycznymi w języku esperanto,  więc nad problemem, które formy i kategorie esperanto powinny być postrzegane jako międzykulturowe, a które jako specyficzne dla danej kultury.  
Co prawda minęła euforia z lat 70. i 80. XX wieku związana z językami planowymi, ale znaczna liczba prac z zakresu esperantologii oraz międzynarodowe konferencje poświęcone językowi esperanto wskazują na żywe zainteresowanie tym językiem coraz większej liczby badaczy-esperantystów.
Do badaczy esperanto należą m.in.: Eugen Wüster, Pierre Janton, István Szerdahelyi, Detlev Blanke, Alicja Sakaguchi, Sabine Fiedler, John Christopher Wells.

## Esperantologia jako kierunek studiów
Esperantologia jako kierunek studiów została utworzona w 1966 roku na Uniwersytecie Eötvös Loránd w Budapeszcie jako część nadrzędnego kierunku studiów „Lingwistyka ogólna i stosowana”. Można ją było studiować w połączeniu z inną dyscypliną filologiczną. Jej twórcą był węgierski slawista István Szerdahelyi (1924-1987). Ponieważ liczba prac naukowych z tego zakresu była wówczas bardzo ograniczona, podstawy teoretyczne trzeba było tworzyć od początku. Wieloletnia praca węgierskiego slawisty, kierowanie kursami i seminariami na Węgrzech i za granicą,  a również pionierska praca innych wykładowców oraz studentów doprowadziły do powstania interlingwistyki i esperantologii jako nowej autonomicznej dziedziny naukowo-badawczej. Celem studiów było kształcenie wykwalifikowanych nauczycieli języka esperanto. 
Kierunek „Esperantologia i interlingwistyka” na Uniwersytecie Eötvös Loránd w Budapeszcie ukończyło ok. 100 studentów, w tym spoza Węgier m.in.: Sitosi Hukaya, Alicja Michiewicz (= Sakaguchi), Leif Kristensen. Cztery osoby uzyskały pod kierunkiem profesora Szerdahelyia stopień doktora: Mária  Rózsa Szabo (1976),  Judit Balogh (1979), Alicja Sakaguchi  (1981), Agnes Molnár (1984). 